# Thinoseius
Thinoseius es un género de ácaros perteneciente a la familia Eviphididae.

## Especies
Thinoseius Halbert, 1920
- Thinoseius berlesei Halbert, 1920
- Thinoseius occidentalipacificus Klimov, 1998
- Thinoseius orchestoideae (Hall, 1912)
- Thinoseuis ramsayi Evans, 1969
- Thinoseius sawadai Takaku, 2000
- Thinoseius setifer Takaku, 2000